# 眼

脊椎動物的眼睛示意圖

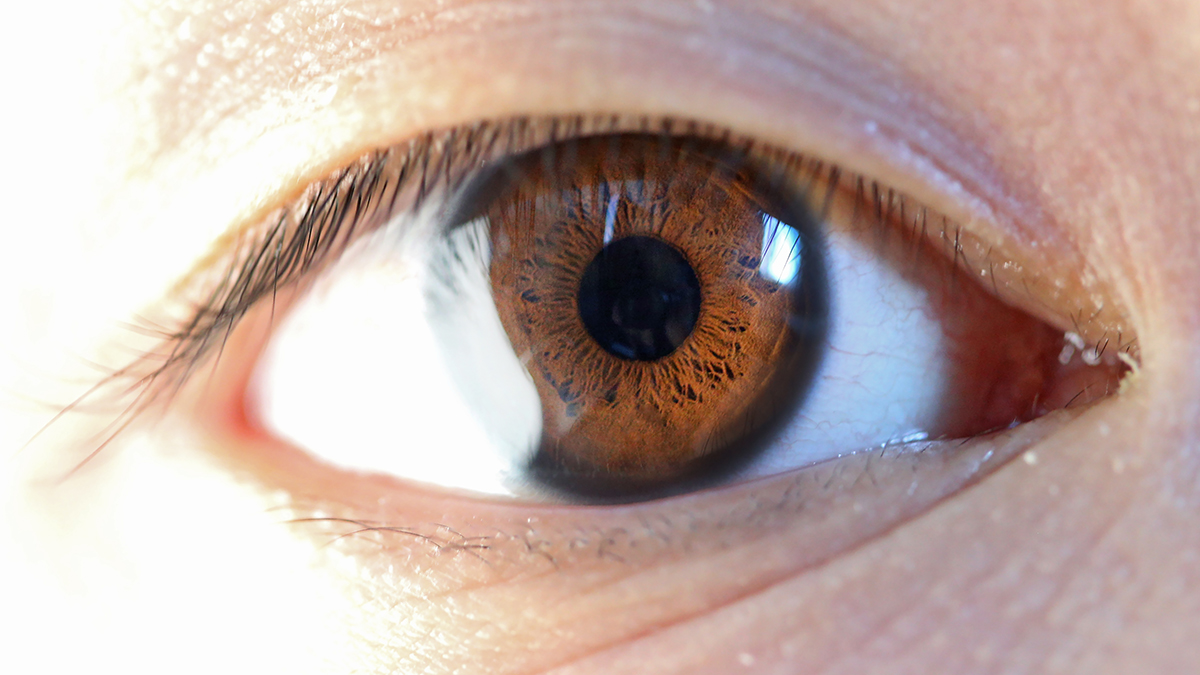
亚洲人眼常见的棕色虹膜

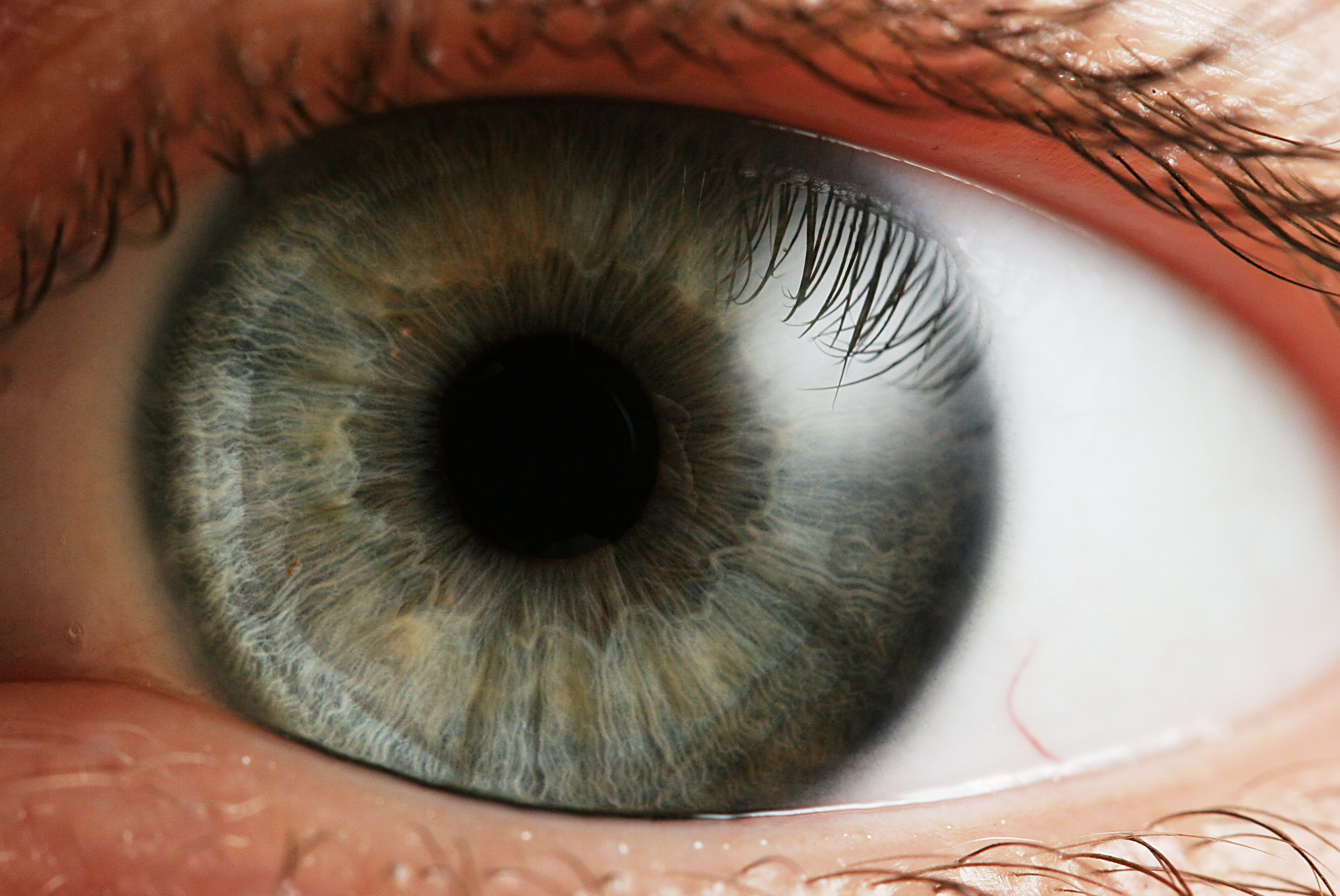
具蓝灰色虹膜的人眼

眼又称眼睛、目、目睭，是視覺的器官，可以感知光线，轉換為神經中電化學的脈衝。眼球（eyeball）又称眼珠，是复杂性生物眼眶内部，由眼球壁与眼内容物组成近球状的视觉器官。
生物中比較复杂的眼睛是一個光學系統，可以收集周遭環境的光線，藉由虹膜調整進入眼睛的強度，利用可調整的晶状体來聚焦，投射到对光敏感的视网膜產生影像，將影像轉換為電的訊號，透過视神经傳遞到大腦的视觉系统及其他部份。眼睛依其辨色能力可以分為十種不同的種類，有96%的動物其眼睛都是複雜的光學系統。其中软体动物、脊索動物及節肢動物的眼睛有成像的功能。
微生物的「眼睛」構造最簡單，只偵測環境的光暗，這對於昼夜节律的牵引有關。若是更複雜的眼睛，視網膜上的感光神经节细胞沿著視網膜下視丘路徑傳送信號到视叉上核來影響影响生理调节，也送到頂蓋前核控制瞳孔光反射。

## 簡介

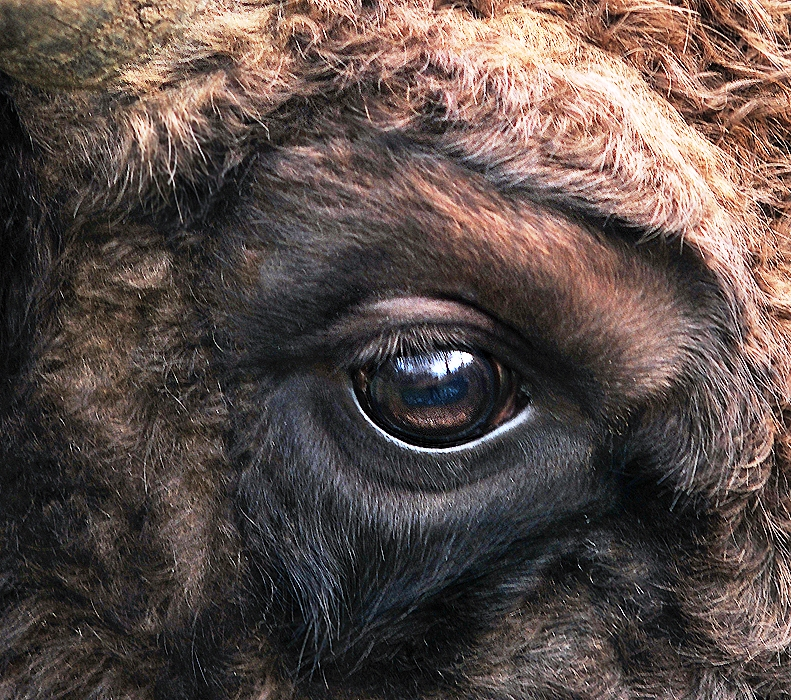
欧洲野牛的眼睛

複雜的眼睛可以區分形狀及顏色。許多動物（尤其是掠食類動物）的视知觉需要大區域的雙眼視覺來提高深度知覺。另外一些動物的眼睛位置可以使其視野達到最大，像是兔及馬，不過其視覺就是單眼視覺了。
最早演化出眼睛的動物是在約6億年前，寒武纪大爆发時。這些動物的最近共同祖先有視覺需要的生物化學機能，動物門的分類共有39種（包括已灭绝动物门），其中有6個門中的96%種的動物有較複雜的眼睛。在大部份的脊椎动物及一些軟體動物中，光可以進入眼睛，投影到眼睛後面，對光敏感的細胞，稱為視網膜。視網膜中的视锥细胞（偵測顏色）及视杆细胞（偵測亮度）偵測光線，轉換到神經上的信號。視覺信號藉由視神經傳送到大腦，這類的眼睛多半是球形的，其中有透明的膠狀物質，稱為玻璃体，前面有對焦的晶狀體及虹膜，虹膜周圍肌肉的伸展及收縮會改變虹膜的大小，因此調整進入眼睛光線的多少，若有足夠光線時，也可以減少像差。大部份头足纲、魚、两栖动物及蛇的晶狀體是固定形狀的，焦距調整則是由伸缩晶狀體來達成，類似相機調整焦距的方式。
大多数节肢动物具有複眼，是由許多的小平面組成，可能是一個眼睛提供單一的像素資訊，也可能是一個眼睛提供多個資訊。每一個小平面的感測器會有其自己的晶狀體及感光細胞，有些眼睛甚至有28,000個感測器，以六角形排列，以產生完整的360°視覺。複眼對物體的移動十分靈敏。有些节肢动物（像是捻翅目）的複眼只有幾個小平面，每個都有獨立的視網膜可產生影像。每一個眼睛觀察不同的事物，在腦中會產生整個眼睛所得到的融合影像，因此可以產生高解析度的影像。
蝦蛄的眼睛可以處理從到紅外線延伸到紫外線范圍的高光譜影像，是世界上最複雜的彩色視覺系統。已灭絕的三葉蟲也有獨一無二的複眼，用透明的方解石晶體作為眼睛中的晶狀體，因此其眼睛不像大部份的動物一様是軟的。眼睛中的晶狀體會隨三葉蟲不同而不同，最少的只有一個，最多的在一個眼睛裡有上千個晶狀體。
單眼和複眼不同，只有一個晶狀體，像蠅虎科的生物有許多對視野很小的單眼，再配合其他較小的眼睛提供外圍視覺。有些昆蟲幼虫（例如毛蟲）有另一種單眼，只有大約的視覺。蝸牛的眼睛稱為眼點，是非常簡單的眼睛，有感光細胞，但無法將光線投影到其他細胞，嚴格來說只有辨別亮暗的功能，沒有一般定義的視覺功能，這可以讓蝸牛避免直接的日照。像生活在深海喷口附近的生物，其複眼已被調整為偵測熱泉產生的紅外線，因此可以發現熱泉而避開。

## 眼的类型

### 简单眼（Simple eye）
單眼在動物界中相當常見，帶有水晶體結構的眼睛至少在動物演化過程中（立方水母→甲殼動物→環節動物→頭足類動物→脊椎動物）歷經了7次演化。

#### 眼斑（Pit eyes）
- 有明暗感。
- 在真核单细胞生物中，由感光色素集合组成。例如水藻中之視紫素。

#### 单细胞光感受器
- 存在于许多无脊椎动物中，如蚯蚓等。

#### 色素杯状眼点（pigment cup ocelli）
- 由单一细胞或是多个感觉细胞组成。
- 色素细胞阻挡特定来路的光线。
- 在文昌鱼或是涡虫可见。

#### 窝眼
- 也作盆眼，感觉细胞在感觉上皮的下陷区域聚集。
- 在水母软体动物中可见。在水母中，其感光器官被称为感觉棍，有重力感。

#### 暗箱眼
- 感觉上皮深陷，光透过一个小孔进入
- 成像和方向感比窝眼有所改善，形成暗的倒像
- 在鹦鹉螺可见。

#### 泡眼
- 成像更佳，其分泌物有透镜作用
- 某些蜗牛可见

### 透镜眼
- 最先进的眼类型
- 在脊椎动物和某些高级的软体动物（例如：头足纲）。

注意：脊椎动物的透鏡眼和头足动物的透镜眼是典型的趋同演化，相似的构造，相似的作用，但是来源的胚层不同。
| 反置眼                                                    | 外翻眼                                |
| --------------------------------------------------------- | ------------------------------------- |
| 光感受器逆入射光排列                                      | 光感受器正对入射光排列                |
| 个体发育过程中不同细胞层的折叠形成。 透镜结构来自于头表皮 | 来自表皮的眼泡。 透镜结构来源于分泌物 |
| 见于脊椎动物                                              | 见于头足动物                          |

### 复眼（Compound eye）
- 由单眼组成。
- 见于节肢动物

#### 並列眼
並列眼是最常見的眼睛形式，推測是複眼的祖先形式。它們存在於所有的節肢動物群體中，儘管它們可能在這個門內多次進化。一些環節動物和雙殼綱也有並列眼。鱟（馬蹄蟹）也擁有並列眼。有意見認為其他螯肢亞門的動物是從複眼的起點通過簡化發展出簡單眼的。（一些毛毛蟲似乎是從簡單眼向相反的方式進化出複眼。）
並列眼通過收集多個圖像來工作，每個眼睛提供一個圖像，並在大腦中將它們結合起來，每個眼睛通常貢獻一個信息點。典型的並列眼具有一個透鏡，將來自一個方向的光聚焦在視桿上，而來自其他方向的光則被小眼的黑暗壁吸收。

## 聚焦

来自远处物体的光线和来自近处物体的光线经过眼球。

为了能使光线聚集到一点，它们必须被折射。折射的多少取决于观察物体的距离。一个远的物体要求晶体的曲折程度要小于近的物体。很多折射发生在具有固定曲率的角膜上，同时根据折射的要求通过调节肌肉来控制晶体完成剩下的折射。

## 人类眼球的结构

1:玻璃体 2:锯齿缘 3:睫状肌 4:睫状韧带 5:施莱姆氏管 6:瞳孔 7:前房 8:角膜 9:虹膜 10:晶状体 11:晶状体核 12:睫状突 13:结膜 14:下斜肌 15:下直肌 寫輪16:内直肌 17:视网膜动脉和静脉 18:视乳头 19:硬脑膜鞘 20:视网膜中央动脉 21:视网膜中央静脉 22:视神经 23:涡静脉 24:球筋膜 25:黃斑部 26:中心凹 27:巩膜 28:脉络膜 29:上直肌 30:视网膜

眼球结构分为：
- 眼球壁
  - 纤维膜
    - 角膜
    - 巩膜

  - 血管膜
    - 虹膜
    - 睫状体
    - 脉络膜

  - 视网膜
    - 盲點
      - 虹膜部
      - 睫状体部

    - 视部
      - 脉络膜部
- 内容物
  - 房水
  - 水晶体
  - 玻璃体

## 眼睛的问题

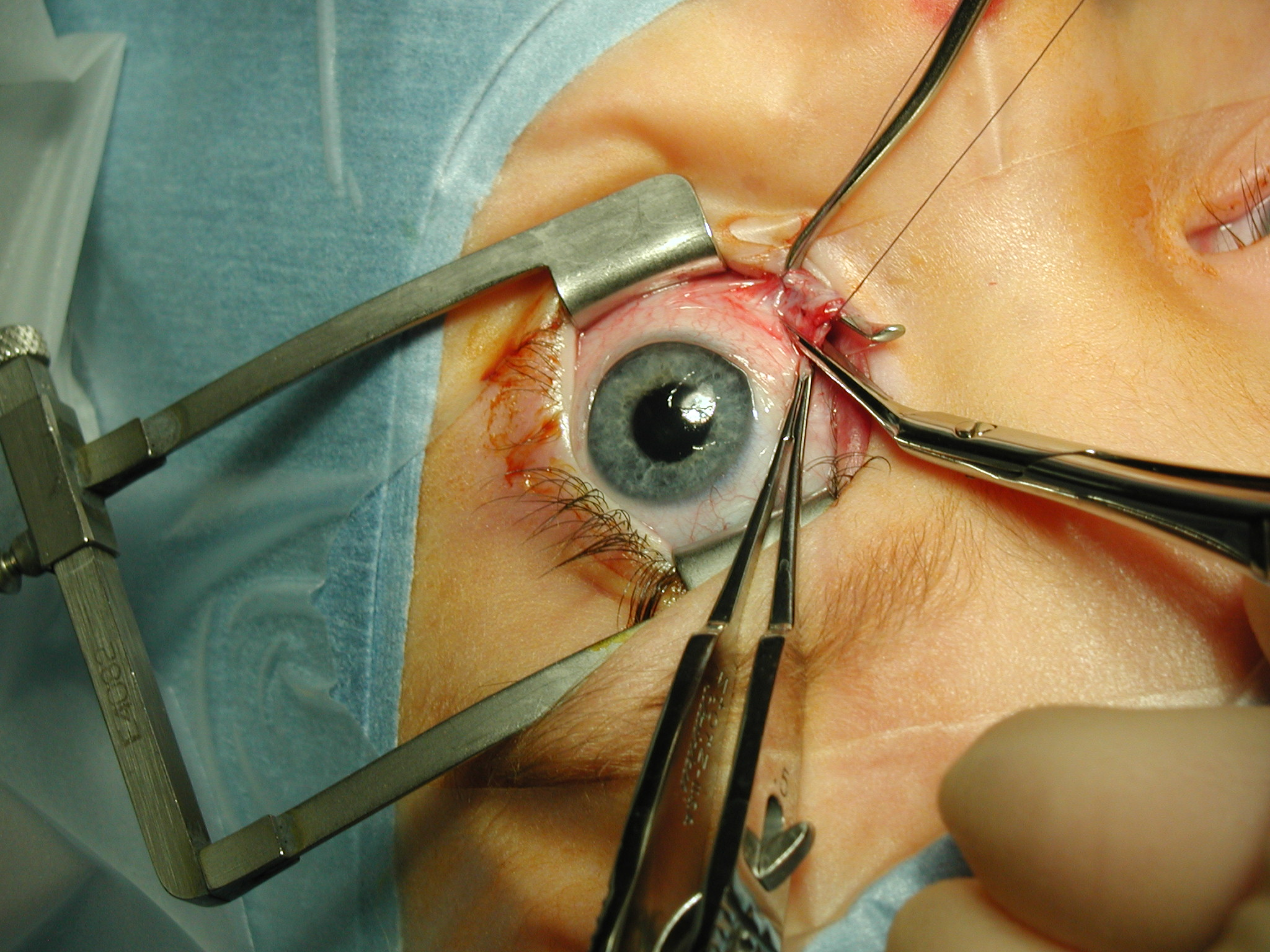
斜视手术

- 近视
- 远视
- 散光
- 白内障
- 青光眼
- 视网膜病变
- 夜盲症
- 色盲
- 斜视
- 乾眼症
- 結膜炎
- 飛蚊症

## 眼睛的類型
- 丹鳳眼
- 三白眼
- 三角眼
- 車輪眼

## 参看
- 眼睛的演化（英语：evolution of the eye）
- 视觉
- 眼急动
- 视物显大症（英语：Macropsia）
- 视物显小症
- 盲點 (眼)
- 眼镜
- 隱形眼鏡
- 激光矯視
- 適應 (眼)（英语：Adaptation (eye)）
- 節肢動物眼睛（英语：Arthropod eye）
- 頭足類眼（英语：Cephalopod eye）
- 視覺發射理論（英语：Emission theory (vision)）
- 眼睛色彩
- 眼部受傷（英语：Eye injury）
- 眼睑
- 眼動（英语：Eye movement (sensory)）
- 人眼
- 哺乳動物眼睛（英语：Mammalian eye）
- 軟體動物眼睛（英语：Mollusc eye）
- 瞬膜
- 無脊椎動物的單眼（英语：Simple eye in invertebrates）
- 脈絡膜層
- 淚
- 眼部發展（英语：Eye development）
- 眼部疾病

## 注解
1. ↑  有關動物一共有多少門，學者還沒有共識，因此數字可能會隨來源不同而不同

## 文內注釋
1. 1 2 3 4  Land, M. F.; Fernald, R. D. . Annual Review of Neuroscience. 1992, 15: 1–29. PMID 1575438. doi:10.1146/annurev.ne.15.030192.000245.
2. ↑  Frentiu, Francesca D.; Adriana D. Briscoe. . BioEssays. 2008, 30 (11–12): 1151–62. PMID 18937365. doi:10.1002/bies.20828.
3. ↑  . National Institue of General Medical Sciences.   [3 June 2015]. （原始内容存档于2020-03-13）.
4. ↑  Breitmeyer, Bruno. . New York: Oxford University Press. 2010: 4. ISBN 978-0-19-539426-9.
5. ↑  Nairne, James. . Belmont: Wadsworth Publishing. 2005. ISBN 0-495-03150-X. OCLC 61361417.
6. ↑  Bruce, Vicki; Green, Patrick R. and Georgeson, Mark A. . Psychology Press. 1996: 20. ISBN 0-86377-450-4.
7. ↑  BioMedia Associates Educational Biology Site: What animal has a more sophisticated eye, Octopus or Insect? 的存檔，存档日期2008-03-05.
8. ↑  . Nwf.org. 2010-10-01  [2014-04-03]. （原始内容存档于2010-08-09）.
9. ↑  Cronin, T.W.; Porter, M.L. . Evolution: Education and Outreach. 2008, 1 (4): 463–475. doi:10.1007/s12052-008-0085-0 .
10. 我們眼睛裡的視網膜貼反了嗎？ | 知識採蜜
11. ↑  我們眼睛裡的視網膜貼反了嗎？ | 知識採蜜

## 延伸阅读
[在维基数据编辑]
 《欽定古今圖書集成·明倫彙編·人事典·目部》，出自陈梦雷《古今圖書集成》

## 外部連結
- Evolution of the eye （页面存档备份，存于）
- Anatomy of the eye – flash animated interactive. （页面存档备份，存于）
- Webvision. The organisation of the retina and visual system. （页面存档备份，存于） An in-depth treatment of retinal function, open to all but geared most toward graduate students.
- Eye strips images of all but bare essentials before sending visual information to brain, UC Berkeley research shows （页面存档备份，存于）